# 落合松二郎
落合 松二郎（おちあい まつじろう、1885年（明治18年）11月15日 - 1971年（昭和46年）3月31日）は、大日本帝国陸軍軍人。最終階級は陸軍中将。

## 経歴
1885年（明治18年）に島根県で生まれた。陸軍士官学校第24期卒業。1938年（昭和13年）7月15日に陸軍歩兵大佐に進級し、歩兵第70連隊補充隊長に就任した。1939年（昭和14年）に歩兵第137連隊長（南支那方面軍・第104師団・歩兵第132旅団）に転じ、日中戦争に出動。汕頭攻略、翁英作戦に参加した。
1942年（昭和17年）8月に陸軍少将に進級し、第9歩兵団長（関東軍・第3軍・第9師団）に就任。1944年（昭和19年）2月に独立歩兵第13旅団長（第23軍）に転じ、広東省周辺の守備に当たった。1945年（昭和20年）4月30日に陸軍中将に進級し、6月1日に第60師団長に親補され、終戦時は蘇州にあった。
1947年（昭和22年）11月28日、公職追放仮指定を受けた。